# Isla de Mal de Ventre
La Isla de Mal de Ventre (en italiano: Isola di Mal di Ventre; en sardo Isula de Malu 'Entu) es una isla del Mar de Cerdeña en el país europeo de Italia frente a la costa de la península del Sinis, de la cual dista 9,26 kilómetros (5 millas náuticas). Su nombre sardo  Malu 'Entu   significa "viento malo" debido a los cambios irregulares y repentinos en las condiciones climáticas, influenciados tanto por los vientos predominantes como los de mistral, así como de la temperatura determinada por la proximidad con respecto a Cerdeña.